# Classifica generale (Giro d'Italia femminile)
La classifica generale del Giro d'Italia femminile è la principale classifica della corsa a tappe italiana, e definisce la vincitrice della gara. Consiste in una graduatoria a tempo, calcolata in sommando i tempi di ogni ciclista sul traguardo di ogni tappa. Il simbolo distintivo, e simbolo della corsa, è la maglia rosa.

## Albo d'oro
| Anno | Corridore            | Squadra                             | Tempo     | Altre classifiche |
| ---- | -------------------- | ----------------------------------- | --------- | ----------------- |
| 1988 | Maria Canins         | GS Verynet                          | 20h02'30" | Scalatori         |
| 1989 | Roberta Bonanomi     | AS Merate-Cantine Pirovano          | 16h48'18" | Scalatori         |
| 1990 | Catherine Marsal     | Francia                             | 16h34'54" | Scalatori Giovani |
| 1993 | Lenka Ilavská        | Slovacchia                          | 15h47'13" | Scalatori         |
| 1994 | Michela Fanini       | Fanini Arte e Sprint                | 18h30'58" | -                 |
| 1995 | Fabiana Luperini     | Gelati Sanson-Edera Forlì           | 26h44'19" | Scalatori Giovani |
| 1996 | Fabiana Luperini     | Gelati Sanson-Edera Forlì           | 31h53'00" | Scalatori         |
| 1997 | Fabiana Luperini     | GS Gelati Sanson-Mimosa Forlì       | 30h24'31" | Scalatori         |
| 1998 | Fabiana Luperini     | GS Mimosa Sprint                    | 30h33'18" | Scalatori         |
| 1999 | Joane Somarriba      | Alfa Lum-RSM                        | 32h11'24" | -                 |
| 2000 | Joane Somarriba      | Alfa Lum-RSM                        | 23h34'23" | -                 |
| 2001 | Nicole Brändli       | Edil Savino                         | 39h15'37" | Punti Giovani     |
| 2002 | Svetlana Bubnenkova  | Team Aliverti-Kookai                | 23h00'00" | -                 |
| 2003 | Nicole Brändli       | Prato Marathon Bike                 | 22h36'32" | -                 |
| 2004 | Nicole Cooke         | Safi-Pasta Zara-Manhattan           | 21h33'11" | Giovani           |
| 2005 | Nicole Brändli       | Team Bigla                          | 22h08'34" | -                 |
| 2006 | Edita Pučinskaitė    | Nobili Rubinetterie-Menikini-Cogeas | 22h36'25" | Scalatori         |
| 2007 | Edita Pučinskaitė    | Equipe Nürnberger Versicherung      | 22h36'49" | -                 |
| 2008 | Fabiana Luperini     | Menikini-Selle Italia-Master Colors | 21h18'40" | Scalatori         |
| 2009 | Claudia Häusler      | Cervélo TestTeam Women              | 25h21'32" | Punti             |
| 2010 | Mara Abbott          | Stati Uniti                         | 25h15'54" | -                 |
| 2011 | Marianne Vos         | Team Nederland Bloeit               | 25h42'40" | Punti Scalatori   |
| 2012 | Marianne Vos         | Stichting Rabo Women                | 24h50'43" | Punti             |
| 2013 | Mara Abbott          | Stati Uniti                         | 20h30'15" | Scalatori         |
| 2014 | Marianne Vos         | Rabobank Women Cycling Team         | 25h12'07" | Punti             |
| 2015 | Anna van der Breggen | Rabo-Liv Women Cycling Team         | 24h15'08" | -                 |
| 2016 | Megan Guarnier       | Boels-Dolmans Cycling Team          | 22h42'40" | Punti             |
| 2017 | Anna van der Breggen | Boels-Dolmans Cycling Team          | 25h39'43" | -                 |
| 2018 | Annemiek van Vleuten | Mitchelton-Scott                    | 25h50'22" | Punti             |
| 2019 | Annemiek van Vleuten | Mitchelton-Scott                    | 25h01'41" | Punti Scalatori   |
| 2020 | Anna van der Breggen | Boels-Dolmans Cycling Team          | 26h25'43" | -                 |
| 2021 | Anna van der Breggen | Team SD Worx                        | 27h00'55" | Punti             |
| 2022 | Annemiek van Vleuten | Movistar Team Women                 | 27h07'26" | Punti             |
| 2023 | Annemiek van Vleuten | Movistar Team Women                 | 24h26'25" | Punti Scalatori   |
| 2024 | Elisa Longo Borghini | Lidl-Trek                           | 24h02'16  | -                 |